# Mike Christie (jégkorongozó)
Mike Christie, Michael Hunt Christie (Big Spring, Texas, 1949. december 20. –  Denver, Colorado, 2019. július 11.) amerikai jégkorongozó.

## Pályafutása
1968 és 1981 között volt aktív jégkorongozó. Az NHL-ben 1974 és 1981 között játszott a California Golden Seals színeiben kettő, a Cleveland Baronsban kettő, a Colorado Rockiesban négy, a Vancouver Canucksban egy idényen át, összesen 412 mérkőzésen. 1980-ban a Colorado Rockies csapatkapitánya volt.
1976-ban Kanada kupán négy alkalommal szerepelt az amerikai válogatottban.